# 100 девчонок и одна в лифте
«100 девчонок и одна в лифте» (англ. 100 Girls) — американская молодёжная комедия Майкла Дэвиса, в которой молодой студент пытается найти девушку, с которой занялся сексом во время отключения электричества.
Фильм получил негативные отзывы кинокритиков и среднюю оценку среди зрителей.

## Сюжет
Первокурсник Мэтью оказался в лифте с девушкой. Внезапно погас свет, но молодые люди умудрились заняться сексом даже в темноте. И как сказал герой, «наши губы сплелись, руки стали нашими глазами». Поутру, когда дали свет, незнакомки не было. Лишь белоснежные трусики остались у парня как память о прекрасной ночи в лифте. И он, подобно принцу из «Золушки», ищет свою избранницу в женском общежитии, примериваясь к нижнему белью её обитательниц.

## В ролях
| Актёр           | Роль       |
| --------------- | ---------- |
| Джонатан Такер  | Мэттью     |
| Эммануэль Шрики | Пэтти      |
| Джеймс Дебелло  | Род        |
| Кэтрин Хайгл    | Арлин      |
| Лариса Олейник  | Уэнди      |
| Джейми Прессли  | Синтия     |
| Марисса Рибизи  | Дора       |
| Джонни Грин     | Крик       |
| Айми Грэхэм     | Мисс Стерн |
| Эндж Биллман    | Дана       |
| Кристина Анапау | Саша       |
| Рэйнбо Марс     | Маурин     |
| Кристин Хероль  | Барбара    |
| Аня Марина      | Ронда      |
| Ивана Божилович | Рене       |

## Награды
- 2000 — приз «Премьера на DVD»